# Herman II de Lippe
Herman II de Lippe (* 1175 à Lippe (aujourd'hui Lippstadt) ; † 25 décembre 1229) était le seigneur de Lippe.

## Biographie
Herman II (dans les sources: "de Lippe") était le fils aîné du noble Bernard II de Lippe et Heilwig de Are-Hostaden, fille du comte Otto Ier de Are-Hostaden.
Il était le co-régent de son père et lui succéda en 1196 comme régent de la Maison de Lippe. Moins guerrier que son père et son frère, il tenta souvent d'agir comme médiateur dans son domaine. Lors du Deutscher Thronstreit en 1198, Herman était du parti de Guelphe et n'a rejoint le roi Frédéric II qu'en 1214. Il appartenait probablement avec d'autres à la grande société des chevaliers d'Otton IV (gouverné de 1198 à 1218), c'est pourquoi ses armoiries (ici la Rose de Lippe pour la première fois) figurent également sur le cercueil de Quedlinbourg de cet empereur.
En 1217/18 Herman devient pour son frère Otto II, évêque d'Utrecht, administrateur de la principauté d'Utrecht, promeut les villes et devient vogt (bailli) de l'abbaye de Clarholz (de) et de l'abbaye bénédictine de Herzebrock (de). Un adversaire particulier d'Herman était l'archevêque de Berg-Cologne, Engelbert de Cologne, bien qu'Herman ait été auparavant son proche disciple. En 1227, Herman participa à la bataille de Bornhöved contre le Danemark. Plus tard, il soutint son frère Gérard II, archevêque de Brême, dans la querelle contre les fermiers de Steding (de). En tant que chef de l'armée de l'archevêque, il a été tué le 25 décembre 1229 lors de la bataille d'Hasbergen (Delmenhorst). Sa mort conduit à une réaction très forte de Gérard, la croisade des Stedingers (en).

## Mariage et descendance
Herman s'est marié à la comtesse Oda de Tecklenburg (de), fille du comte Simon Ier de Tecklenburg (de) et de la comtesse Oda von Berg-Altena. De cette union sont issus sept enfants:
- Bernard III (vers 1194 - vers 1265)
- Simon Ier, évêque de Paderborn (vers 1196 - 6 juin 1277)
- Otto II de Lippe, évêque de Munster (vers 1198 - 21 juin 1259)
- Heilwig de Lippe (de) (vers 1200 - 1248/1250), mariée au comte Adolphe IV de Holstein-Kiel
- Ethelinde de Lippe (vers 1204 - vers 1273), mariée au comte Adolphe Ier de Waldeck (de)
- Oda de Lippe (vers 1210 - 17 septembre 1262), mariée au comte Conrad Ier de Rietberg (de)
- Gertrude II de Lippe (de) (vers 1212 - 30 septembre 1244), mariée au comte Louis de Ravensberg (de)

## Sources
- LWL-Portal Westfälische Geschichte: Heinrich Schmidt: Hermann II. zur Lippe und seine geistlichen Brüder (PDF), aus Westfälische Zeitschrift 140, 1990